# Provincia di Kalinga
Kalinga è una provincia delle Filippine, situata nell'interno della parte settentrionale di Luzon, nella Regione Amministrativa Cordillera.
Il capoluogo è Tabuk.

## Storia
Il Republic Act n.4695 del 18 giugno 1966 suddivise l'originaria provincia di Mountain Province in diverse entità più piccole, tra le quali anche la provincia di Kalinga-Apayao. Nel febbraio del 1995, con il Republic Act n.7878, avvenne la definitiva separazione che ha portato alla creazione di due province distinte: Apayao e Kalinga.

## Geografia fisica
Kalinga confina con le seguenti province: a nord con Apayao, a nord-est con Cagayan, ad est con Isabela, a sud con Mountain Province e ad ovest con Abra.
Non ha sbocchi sul mare e, specie nella parte occidentale, è coperta dalle montagne della Cordillera Central, solcata da fiumi e ricca anche di laghi, cascate e foreste (coprono circa un terzo dell'intero territorio).

## Geografia antropica

### Suddivisioni amministrative
La provincia di Kalinga comprende 8 municipalità:
- Balbalan
- Lubuagan
- Pasil
- Pinukpuk
- Rizal
- Tabuk
- Tanudan
- Tinglayan

## Economia
La principale occupazione della popolazione è l'agricoltura. Su tutte le coltivazioni spicca quella del riso ma si producono anche frumento, legumi, manioca, mango, ananas e caffè.
Come in tutta la regione il sottosuolo è piuttosto ricco, in particolare si estraggono: argento, oro, solfuri e fosfati.
In crescita il turismo ancora poco sviluppato se non per quanto riguarda la pratica del rafting lungo le rapide del fiume Chico, affluente del Cagayan.